# فرودگاه پانژیهوا بائوآنیینگ
 فرودگاه پانژیهوا بائوآنیینگ (به انگلیسی: Panzhihua Bao'anying Airport) یک فرودگاه همگانی با کد یاتا PZI است که یک باند فرود بتن دارد و طول باند آن ۲۸۰۰ متر است. این فرودگاه در کشور چین قرار دارد و در ارتفاع ۱۹۸۷ متری از سطح دریا واقع شده است.

## شرکت‌های هواپیمایی و مقصدهای پروازی
| شرکت‌های هواپیمایی  | مقصدهای پروازی                       |
| ------------------ | ------------------------------------ |
| ایر چاینا          | فصلی: چنگدو شوانگلیو                 |
| شنژن ایرلاینز      | شنژن بن                              |
| سیچوان ایرلاینز    | پکن، چنگدو شوانگلیو، چنگچینگ ییانگبی |
| هواپیمایی شرقی چین | ووهان تیانهه، شانگهای پودنگ          |